# Morocco spotted horse
Le Morocco spotted horse est une race de chevaux carrossiers à la robe pie, originaire du Midwest, aux États-Unis. Populaire dans les années 1930, il est désormais très rare, voire éteint.

## Histoire
Ses origines remontent à 1935, lorsque le Morocco Spotted registry est créé avec une base de chevaux Hackney venus d'Angleterre. Les autres origines proviennent du Barbe et de divers chevaux originaires de France, peut-être Anglo-normands. La race connaît sa période de gloire durant les années 1930, puis décline à partir des années 1970.
En 1962, la Morocco Spotted Horse Association a son siège en Iowa, mais cette association qui acceptait des chevaux d'origine Hackney, Tennessee Walker et Morgan, est déclarée inactive en 1997.
La race est re-découverte en 2007, via un troupeau dans le Missouri.

## Description
C'est un cheval de selle au modèle de carrossier, toisant environ 1,54 m à 1,62 m. La tête, de profil rectiligne, est rattachée à une longue encolure mince. Le dos est plutôt long. Ses membres sont minces et allongés, avec de volumineux sabots.
La robe est toujours pie.
Le tempérament est actif et endurant. Certains chevaux développent des allures supplémentaires.

## Utilisations
Il sert de cheval de selle, mais servait autrefois de cheval de parade.

## Diffusion de l'élevage
Ces chevaux sont propres à la région du Midwest aux Etats-Unis, et sont entre autres élevés en Iowa. Ils sont très rares, voire déjà éteints consécutivement à leurs problèmes de consanguinité et à la mauvaise gestion de leur association de race. 